# Алонорахи
Алонорахи (на гръцки: Αλωνορράχη) е ниска планина в Кожанско, Гърция. Част е от планината Камбуница (Камвуния).

## Описание
Алонорахи е ниска издължена планина, разположена в южната част на Кожанско, между язовира река Бистрица (Алиакмонас) (360 m) на запад и север и долината на Трановалто от изток.
Скалите на плинаната са офиолити и доломитови варовици.
Изкачването до върха може да стане от село Трановалто (670 m) за около 2 часа и 30 минути.
| Име                                | Име                                    | Височина | Местоположение     |
| ---------------------------------- | -------------------------------------- | -------- | ------------------ |
| Алонорахи                          | Αλωνορράχη                             | 957 m    | в централната част |
| Агиос Христофорос                  | Άγιος Χριστόφορος                      | 809 m    | в З част           |
| Агиу Атанасиу Рахи, Ай Танаси Рахи | Αγίου Αθανασίου Ράχη (ή Άϊ Θανάση Ράχη | 671 m    | в СИ част          |
| Келя                               | Κελλιά                                 | 871 m    | в Ю част           |
| Куфалос                            | Κούφαλος                               | 909 m    | в централната част |
| Орфанос                            | Οφανός                                 | 706 m    | в З част           |
| Цума                               | Τσούμα                                 | 823 m    | в централната част |
| Фанос, Зикятиса                    | Φανός, Ζυκιάτισα                       | 705 m    | в С част           |
| Фрахтис, Фрапся                    | Φράχτης, Φραψιά                        | 843 m    | в Ю част           |